# Mistrzostwa Świata w Gimnastyce Sportowej 1903
1. Mistrzostwa świata w gimnastyce sportowej, które odbyły się w belgijskiej Antwerpii od 14 do 18 sierpnia 1903 roku. Tabelę medalową wygrali gimnastycy z Francji.

## Wielobój indywidualnie
| Poz. | Gimnastyk         | Pkt     |
| ---- | ----------------- | ------- |
|      | Joseph Martinez   | 122.000 |
|      | Joseph Lux        | 121.500 |
|      | Georges Wiernickx | 121.500 |

## Wielobój drużynowy
| Poz. | Reprezentacja | Pkt     |
| ---- | --- | ------- |
|      | Francja · Allégre, Joseph Bollet, Georges Charmoille, Daube, Georges Dejaeghere, Jules Lecoutre, Joseph Lux, Joseph Martinez, Pierre Payssé               | 990.000 |
|      | Belgia · Jan Calson, Eugene Dua, Charles Lannie, Paul Mangin, Auguste van Ackere, Albert van de Roye, Charles van Hulle                                   | 981.000 |
|      | Luksemburg · Andre Bordang, Antoine Bordang, Paul Fournelle, Francois Hentges, Albert Kayser, Theodore Kimmes, Nicolas Kummer, Jean Lacaff, Martin Müller | 909.000 |

## Równoważnia
| Poz. | Gimnastyk         | Pkt    |
| ---- | ----------------- | ------ |
|      | Joseph Martinez   | 20.500 |
|      | Charles van Hulle | 20.000 |
|      | J. Lecoutre       | 20.000 |
|      | Pierre Passé      | 20.000 |

## Drążki
| Poz. | Gimnastyk        | Pkt    |
| ---- | ---------------- | ------ |
|      | Josef Martinez   | 20.000 |
|      | François Hentges | 20.000 |
|      | Eugène Dua       | 19.500 |
|      | Bordang          | 19.500 |

## Ćwiczenia na koniu z łękami
| Poz. | Gimnastyk        | Pkt    |
| ---- | ---------------- | ------ |
|      | Georges Dejagere | 18.000 |
|      | Joseph Lux       | 18.000 |
|      | Henricus Thyssen | 18.000 |

## Ćwiczenia na obręczach
| Poz. | Gimnastyk          | Pkt    |
| ---- | ------------------ | ------ |
|      | Joseph Martinez    | 20.000 |
|      | François Walravens | 19.000 |
|      | Joseph Lux         | 19.000 |

## Tabela medalowa
| Poz. | Państwo    |   |   |   |    |
| ---- | ---------- | - | - | - | -- |
| 1.   | Francja    | 7 | 4 | - | 11 |
| 2.   | Luksemburg | 1 | - | 2 | 3  |
| 3.   | Holandia   | 1 | - | - | 1  |
| 4.   | Belgia     | - | 4 | 1 | 5  |